# Збагачувальна фабрика Кадджебут
Збагачувальна фабрика Кадджебут (Cadjebut) – колишнє підприємство гірничодобувної галузі на сході Австралії, що було частиною проекту Леннарт-Шельф.
Фабрику ввели в дію у 1988 році для роботи з продукцією рудника Кадджебут. Проект реалізували світові гірничодобувні гіганти – австралійська компанія BHP (58%) та британо-нідерландська Billiton (42%), але в 1994-му комплекс продали невеликій австралійській компанії Western Metals.
Первісно фабрика мала потужність у 320 тисяч тонн руди на рік, але вже з 1989-го цей показник збільшили до 550 тисяч тонн. Майданчик використовував метод флотації та випускав цинковий концентрат з вмістом цинку 61 – 62% та свинцевий концентрат з вмістом свинцю 80%, при цьому рівень вилучення цинку та свинцю з руди становив 96% та 90% відповідно. 
В 1997-му копальня Кадджебут закрилась, проте фабрика продовжувала роботу з продукцією нових рудників Гунгева та Капок, що стали до ладу в 1995 та 1997 роках. З урахуванням цього збагачувальний майданчик модернізували зі збільшенням потужності по руді до 0,9 (за іншими даними – 1) млн тонн на рік (відносно фактичного використання відомо, що за шість місяців з жовтня 1998-го по березень 1999-го фабрика переробила 551 тисячу тонн руди).  
Первісно концентрати вивозили автотранспортом до розташованого за шість сотень кілометрів порту Віндхем, а з 1998-го ці операції перебрав на себе порт Дербі. В останньому облаштували конвеєрну систему, яка дозволяла завантажувати спеціально розроблену 4500-тонну баржу. Далі баржа виходила в море використовуючи властиві цьому порту аномальні припливи висотою до 11 метрів. В морі відбувалось перевантаження на балкери, що очікували на якірній стоянці з достатніми глибинами. Концентрати експорутвали до різних країн Азії та США (також можливо відзначити, що проект Леннарт-Шельф рахувався серед постачальників австралійського цинкоплавильного заводу у Таунсвіллі, що почав роботу в 1999 році).
В 2000-му Western Metals завершила розширення іншої збагачувальної фабрики Піллара, після чого в 2001-му майданчик у Кадджебут закрили. В 2004-му обладнання фабрики придбали та вивезли для використання на збагачувальній фабриці рудника Ягуар.